# Малампая – Батангас
Малампая – Батангас – газопровід для видачі продукції філіппінських офшорних газових родовищ Малампая та Камаго.
В 2001 році у Південнокитайському морі біля північного завершення острова Палаван почалась розробка родовища Малампая. Воно розташоване в районі з глибиною моря біля 820 метрів і спершу продукція подається по двом трубопроводам завдовжки 28 км з діаметром 400 мм до процесингової платформи, що встановлена  ближче до узбережжя в районі з глибиною лише 80 метрів. Підготована продукція далі транспортується по головному газопроводу завдовжки 506 км з діаметром 600 мм. Він проходить протокою Лінапакан (між островами Лінапакан та Куліон, дещо північніше Палавану), перетинає найпівнічнішу частину моря Сулу, потім огинає острів Міндоро з півдня та сходу (через протоку Таблас, затоку Таябас та східну частину протоки Верде-Айлендс) і нарешті досягає затоки Батангас на південно-західному узбережжі найбільшого філіппінського острова Лусон.
Основні роботи зі спорудження газопроводу виконало трубоукладальне судно «Solitaire».
Щоб протидіяти сильним підводним течіям та надійно зафіксувати газопровід на трасі на глибинах до 380 метрів облаштували кам‘яні обмежувачі. Оптимальний для їх створення матеріал в обсязі 76,6 тисяч тон доставили на балкері з Норвегії, після чого його прийняло та розмістило на дні каменеукладальне судно «Joseph Plateau».
Доправлене на Лусон блакитне паливо призначене для розташованих в районі затоки Батангас електростанцій – ТЕС Санта-Ріта/Сан-Лоренцо, ТЕС Сан-Габріель, ТЕС Авіон (всі вони об’єднані у First Gen Clean Energy Complex) та ТЕС Іліджан. У другій половині 2020-х очікується припинення видобутку на Малампаї через виснаження запасів, втім, на Філіппінах сподіваються, що створену тут інфраструктуру можна буде використати у розробці інших офшорних родовищ (які ще, втім, треба відкрити).